# Auletta
Auletta (L'Avuletta in dialetto cilentano) è un comune italiano di 2 122 abitanti della provincia di Salerno in Campania.

## Geografia fisica

### Territorio
L'abitato di Auletta è fiancheggiato a valle dal fiume Tanagro che attraversa tutto il territorio fino ad incrociarsi con l'affluente fiume Bianco nei pressi dell'area industriale di Buccino, inoltre ricade nell'area perimetrata del parco nazionale del Cilento, Vallo di Diano e Alburni. Vicino al suo territorio ricadono le grotte di Pertosa-Auletta (grotte dell'Angelo).

## Storia
Secondo una leggenda citata dall'abate Giovan Battista Pacichelli, Auletta sarebbe stata fondata da Auleto, compagno di Enea.
Alcuni storici invece affermano che il termine Auletta sia un fitonimo: dal momento che la zona è ricca di olivi (Olea europea), si fa derivare il nome proprio da “olea”. Ad avvalorare tale tesi sono stati trovati documenti notarili nei quali la città è nominata come “olibola” nel 1095 e come “olivola” nel 1131.
Intorno all'anno Mille Auletta era già stata fortificata e aveva tre vie di accesso, che confluivano verso le tre porte delle mura di cinta denominate: Porta del Castello, Porta del Fiume e Porta Rivellino o Piano.
In tale periodo era stato già realizzato il Castello Marchesale con le sue torri, che era parte integrante del sistema di difesa del Ducato di Salerno e nel 1535 permise di resistere alle truppe spagnole di Carlo V.
In epoca normanna, questa terra fu dominata da Guglielmo di Principato, appartenente alla stirpe degli Altavilla, poi dai Gesualdo, dai Vitilio e dai Di Gennaro.
Nel periodo aragonese, essa divenne “terra promiscua” del feudo di Caggiano. In seguito feudo dei De Gennaro e per successione femminile dei Castriota Scanderbech.
Nel 1691 Auletta contava 600 abitanti con 8 preti e 15 chierici. Oltre alla chiesa di San Nicola vi era un monastero di monaci benedettini che custodiva la reliquia del braccio incorrotto di san Donato posta in un reliquiario d'argento. La mensa arcivescovile di Conza aveva in Auletta grossi possedimenti ("Cronista Conzana" del Castellani).
Il terremoto del 1694 interessò Auletta con effetti distruttivi.
Il 1764 fu caratterizzato da una terribile carestia e conseguente epidemia con molte vittime. La precedente annata agraria del 1763 era stata così scarsa che non si raccolse neppure quanto si era seminato, per cui non esistevano riserve a cui attingere. Nel mese di marzo del 1764 gli abitanti di Auletta e del circondario iniziarono a morire di fame. Un figlio di aulettesi, quattordicenne, preso da fame "lupina", uccise a Zuppino tre bimbi e li divorò. Fu preso e condannato a morte.
Nel 1792 la strada delle Calabrie venne prolungata da Persano sino a Lagonegro passando per Auletta che sino ad allora era stata servita dalla antica strada consolare Popilia, che univa Capua a Reggio Calabria e che era percorribile con carri solo nel periodo estivo. La strada per le Calabrie era sterrata e fu asfaltata solo nel 1938.
Auletta apparteneva al Principato Citeriore (poi divenuto provincia di Salerno) che era diviso in 4 circondari: Salerno, Campagna, Vallo della Lucania e Sala Consilina. A quest'ultimo circondario apparteneva Auletta.
Da un punto di vista religioso Auletta apparteneva alla diocesi di Conza.
Nel 1799 il Notar Vittorio Muccioli appena ebbe notizia dell'ingresso in Napoli dei francesi riuscì ad imporre la municipalità in Auletta e vi piantò l'albero della libertà.
Dal 1811 al 1860 ha fatto parte del circondario di Caggiano, appartenente al distretto di Sala del regno delle Due Sicilie.
Il terremoto del 1857 cagionò effetti distruttivi.
Tra il 27 e il 29 luglio 1861, la popolazione legittimista fedele ai Borbone delle Due Sicilie insorse in armi contro l'esercito invasore della neonata Italia. Questo portò, il 30 luglio, ad una sanguinosa ed efferata repressione da parte dell'occupante Regio Esercito sabaudo (poi italiano). I carabinieri piemontesi e la guardia nazionale di quell'esercito arrestarono circa duecento partigiani di Auletta che erano insorti per fedeltà al re Francesco II di Borbone. Furono uccisi 45 paesani tra cui un medico e un sacerdote. Poi i soldati occupanti saccheggiarono e incendiarono l'intero paese, portando così a termine il massacro di Auletta. Successivamente molti aulettesi ingrossarono le file del brigantaggio.
Dal 1860 al 1927, durante il regno d'Italia ha fatto parte del mandamento di Caggiano, appartenente al circondario di Sala Consilina.
Nel mese di settembre 1943 fu sottoposta a numerosi bombardamenti da parte degli alleati per la presenza di una batteria di cannoni tedeschi. La popolazione tutta si rifugiò nella galleria della ferrovia in contrada Scaffa.
Il terremoto del 1980 fu devastante per Auletta.

### Simboli
Lo stemma è stato riconosciuto con D.P.C.M. del 14 novembre 1955.
Il gonfalone, concesso con D.P.R. del 14 aprile 1956, è un drappo partito di rosso e di bianco.

## Monumenti e luoghi d'interesse
Il centro storico - Nel centro storico di Auletta, gravemente colpito dal sisma del 1980, vi è una piccola ma caratteristica piazzetta, il “largo Santi Quaranta”, da cui si diramano varie stradine anguste e scalette che lo attraversano.
Accanto al Castello Marchesale, nella piazzetta detta “Campitello”, si trova la chiesa di Santa Maria delle Grazie, risalente ai primi secoli dopo l'anno Mille, che dal XVIII secolo in poi ha ospitato la congregazione laica della Carità.
Il Castello Marchesale (Maioli Castriota Scanderbech) - La struttura monumentale del castello risale al XII secolo, periodo in cui tutto il borgo entrò a far parte del sistema difensivo del Ducato di Salerno.
Il castello ebbe l'attuale impianto solo dopo il 1494, in seguito all'ispezione condotta dall'esperto in fortificazioni Antonio Marchesi; così risistemato, fu in grado di opporre resistenza agli assalti delle truppe spagnole di Carlo V nel 1535.
Più volte trasformato tra Cinquecento e Seicento, il Castello finì per perdere l'originaria impostazione militare, conservando di questa solo il torrione cilindrico nell'angolo nord del giardino.
In epoca normanna, il castello fu proprietà del conte Guglielmo di Principato (della famiglia
degli Altavilla) e di suo figlio Nicola. Successivamente ne furono proprietari i Gesualdo (di cui
ci parla l'abate Pacichelli ne “Il Regno di Napoli in prospettiva”, 1702), i Vitilio, i Di Gennaro,
i Castriota Scanderbech (discendenti di Giorgio Castriota Scanderbech, eroe nazionale albanese e principe di Albania del XV secolo) e, per successione ereditaria, i Maioli Castriota Scanderbech, che sono gli attuali proprietari.
Il 31 maggio 1941 il castello è dichiarato bene di interesse storico-culturale (ex legge 1089/1939) con vincolo trascritto presso la Conservatoria RR. II. di Salerno.
Durante la prima metà del Novecento il castello ha, altresì, accolto come ospiti anche l'ultimo re d'Italia Umberto II di Savoia (compagno di caccia del marchese Francesco Castriota Scanderbech) e sua moglie Maria José.
Negli anni novanta il castello ha, infine, ricevuto in visita una delegazione dell'Unesco.
Palazzi gentilizi - Tra i palazzi gentilizi, ricordiamo quello dei signori Carusi, quello dei De Maffutiis, dei Fallace, dei D'Amato, dei Mari (che ospitò Garibaldi nel 1860) dei Gambino e dei Caggiano.
Il Casino dei Monaci - Questa importante costruzione, ancora abitabile e ben visibile a distanza, è stata a lungo dimora estiva dei monaci benedettini. Appartenente alla famiglia Carusi, essa è delimitata da un vasto terreno ricco di vigne e ulivi.

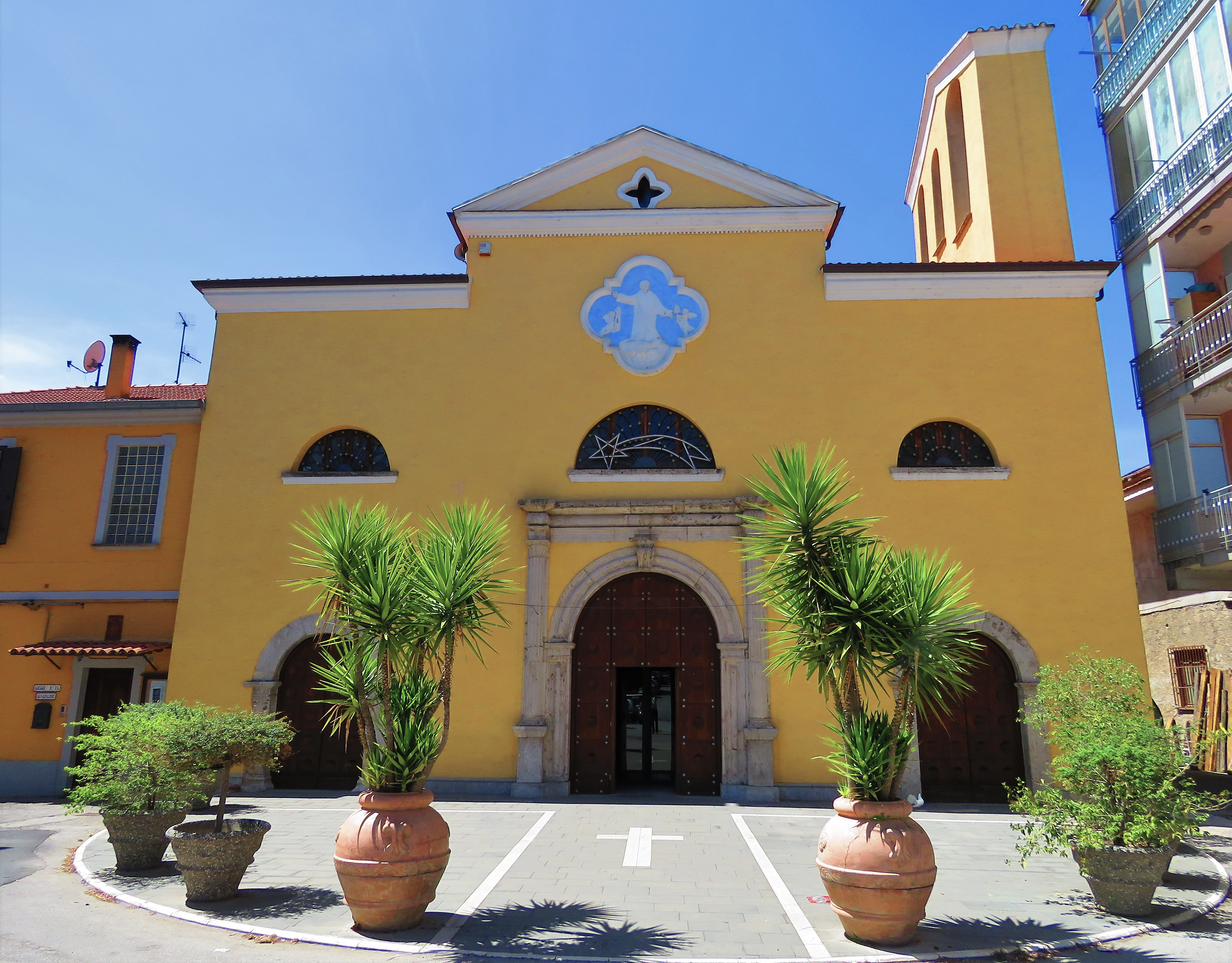
Chiesa Madre di San Nicola di Mira

Chiesa Madre di San Nicola di Mira - Questa antica chiesa, oggi chiesa madre di San Nicola di Mira, era già documentata nel Trecento insieme alla cappella della Circoncisione posta fuori dalle mura. Fu distrutta dal terremoto del 1857 e di essa venne poi ricostruito solo il campanile, ulteriormente modificato nella parte terminale dopo il sisma del 1980.
Al suo interno è conservata una lapide murata del 1750 con un'epigrafe in latino dedicata al medico De Maffutiis.
Chiesa Santa Maria Assunta - L'attuale chiesa di Santa Maria Assunta fu edificata tra il Cinquecento e il Seicento in seguito a una pestilenza che colpì la zona.

### Aree naturali
Monti Alburni - Buona parte del territorio si distende lungo la catena dei monti Alburni che presentano nella parte bassa del versante boschi lussureggianti (castagni, noccioli, carpino, quercia, ecc.).
Monte San Giacomo - Presenta diverse zone adibite al rimboschimento con conifere.
Fiume Tanagro - Scorre a valle delle Grotte dell'Angelo da cui riceve in parte anche le acque, assumendo aspetti particolari, con piccole cascate, laghetti e con presenza di vegetazione altrove introvabile. La parte compresa tra il comune di Pertosa e lo scalo ferroviario di Contursi è stata a suo tempo inserita, dalla regione Campania, nella riserva naturale Foce Sele-Tanagro, sito di interesse comunitario IT 8050010.
La Grotta dell'Acqua - sebbene non si presenti grande all'esterno, si amplia notevolmente all'interno e per entrarvi bisogna percorrere un viottolo costeggiato da una staccionata di legno. Questa Grotta segna il confine di Auletta con Polla, Petina e Corleto Monforte.

## Società

### Evoluzione demografica
Abitanti censiti

### Etnie e minoranze straniere
Al 31 dicembre 2007 ad Auletta risultano residenti 62 cittadini stranieri. Le nazionalità principali sono:
| Paese di nascita | Popolazione (2007) |
| ---------------- | ------------------ |
| Romania          | 52                 |
| Marocco          | 6                  |
| Ucraina          | 4                  |

### Religione
La maggioranza della popolazione è di religione cristiana di rito cattolico; il comune appartiene alla forania di Buccino-Caggiano dell'arcidiocesi di Salerno-Campagna-Acerno, con una parrocchia intitolata a san Nicola di Mira.

## Geografia antropica

### Frazioni
Lo statuto comunale di Auletta non menziona alcuna frazione. In base al 14º Censimento generale della Popolazione e delle Abitazioni, le località abitate sono:
- Mattina, 295 abitanti, 111 m s.l.m., abitato contiguo alla loc. Tufariello del comune di Buccino.
- Tempe di Lizzi, 450 abitanti, 73 m s.l.m..

## Infrastrutture e trasporti

### Strade
- Strada statale 19 delle Calabrie.
- Strada regionale 19 ter Innesto ex SS 407 (Bivio per Vietri di Potenza)-Innesto SS 19.
- Strada regionale 94/a Innesto SS 19 (varco di Pietra stretta)-Innesto SP 341-Innesto ex SS 19/ter.
- Strada regionale 94/b Innesto ex SS 19/ter(loc. Mattine di Auletta)-Auletta-SS 19.
- Strada provinciale 63 Innesto SP 37-Innesto ex SS 407-Stazione di Buccino.
- Strada provinciale 125 Petina-Polla.
- Strada provinciale 250 Innesto SR ex SS 94-Abitato di Auletta.

### Ferrovie
- Stazione di Auletta sulla ferrovia Sicignano degli Alburni-Lagonegro (servizio sostitutivo con autobus).

## Amministrazione

### Sindaci
| Periodo         | Periodo         | Primo cittadino          | Partito                        | Carica  | Note                          |
| --------------- | --------------- | ------------------------ | ------------------------------ | ------- | ----------------------------- |
| 23 aprile 1995  | 13 giugno 1999  | Andrea Pessolano         | centro                         | Sindaco | [ 13 ]                        |
| 13 giugno 1999  | 12 giugno 2004  | Onofrio Carmine Caggiano | sinistra                       | Sindaco | [ 13 ]                        |
| 13 giugno 2004  | 6 giugno 2009   | Onofrio Carmine Caggiano | lista civica                   | Sindaco | [ 13 ]                        |
| 7 giugno 2009   | 30 gennaio 2011 | Carmine Cocozza          | lista civica                   | Sindaco | Elezioni annullate e ripetute |
| 31 gennaio 2011 | 25 maggio 2014  | Pietro Pessolano         | lista civica                   | Sindaco | [ 13 ]                        |
| 25 maggio 2014  | 9 giugno 2024   | Pietro Pessolano         | lista civica Uniti per Auletta | Sindaco | [ 13 ]                        |
| 9 giugno 2024   | in carica       | Antonio Caggiano         | lista civica Auletta nova      | Sindaco | [ 13 ]                        |

### Gemellaggi
- Ripacandida, dal 9 agosto 1966[14][15][16]

### Altre informazioni amministrative
Il comune fa parte della Comunità montana Tanagro - Alto e Medio Sele.
Le competenze in materia di difesa del suolo sono delegate dalla Campania all'Autorità di bacino interregionale del fiume Sele.

## Sport

### Impianti sportivi
- Impianto sportivo Roberto Tiri